# Крсто Ивановић
Крсто Ивановић (италијански: Cristoforo Ivanovich; 1620 – 1689) био је венетски историчар српског порекла, први историчар млетачке опере и мелодраме и аутор неколико либрета.

## Биографија
Ивановић је рођен у Будви у православној породици, у време Млетачке Албаније. Према властитом сведочењу, потиче од старе патрицијске породице која се населила у Будви након напуштања Цетиња.
Његова породица је припадала угледном слоју будванског друштва, а отац му је био трговац који је одржавао везе са венецијанским купцима. Ово породично окружење омогућило му је рано упознавање са италијанском културом и језиком, што ће касније бити кључно за његову каријеру. Основно образовање стекао је у Будви, где је учио латински језик и основе реторике код локалних свештеника.
У младости је показао изузетан таленат за музику и поезију. Његови први покушаји писања либрета датирају још из периода боравка у родном граду, када је писао краће музичке композиције за локалне црквене свечаности. Овај рани период његовог стваралаштва обележен је утицајем византијских и словенских музичких традиција, које ће касније умешно интегрисати у италијанске оперске форме.
У 1655. преселио се у Верону, где је био члан Accademia Filarmonica и Accademia dei Temperat. Године 1657. сели се у Венецију, град у којем је остао до краја живота. Тамо је постао секретар Леонарда Песара, прокуратора Сан Марка, а касније, 1676. године, постављен је за каноника Цркве Светог Марка. 

## Каријера и допринос оперској уметности
Од 1663. године написао је неколико либрета за опере које су извели у позориштима Венеције, Беча и Пјаћенце.
Ивановићев најзначајнији допринос музичкој историографији представља његово систематско документовање венецијанске оперске сцене. Он је каталогизовао све опере одржане у Венецији од 1637. до 1681. године у својој расправи Memorie teatrali di Venziа, објављеној 1680. године као део збирке Minerva al tavolino. Ово дело представља први покушај систематског историјског приступа оперској уметности и сматра се темељем модерне музичке историографије.
Његов рад није био ограничен само на документовање. Ивановић је активно учествовао у развоју оперских либрета, уносећи иновације у драматуршку структуру и поетски израз. Његови либрети одликују се психолошком дубином ликова и вешто изграђеним заплетима који комбинују елементе античке митологије са савременим друштвеним темама. Посебно је значајан његов рад на либрету за оперу L'amor guerriero, која се сматра једним од најуспешнијих примера раног барокног музичког театра.

## Интелектуални кругови и утицај
Као члан престижних венецијанских академија, Ивановић је био у центру интелектуалног живота свога времена. Његова преписка са истакнутим композиторима, либретистима и музичким теоретичарима пружа драгоцен увид у естетске дебате епохе. Посебно је занимљива његова полемика са Франческом Кавалијем око питања односа музике и текста у опери, која је утицала на развој оперске естетике у другој половини XVII века.
Ивановић је такође играо важну улогу у културним везама између Венеције и источноадријатских области. Његови контакти са интелектуалцима из Дубровника, Котора и других далматинских градова допринели су размени идеја и утицали на развој барокне културе у целом региону.
Писао је сва своја дела на италијанском, што сведочи о његовој потпуној интеграцији у венецијанску културну средину, али и о свесном избору да се обрати широј европској публици. Његов стил одликује се елегантношћу и прецизношћу израза, што га сврстава међу најбоље прозне писце свога времена.

## Наслеђе и значај
Ивановићев утицај на развој оперске уметности и музичке историографије далеко превазилази оквире његове епохе. Његова методологија документовања и анализе музичко-драмских дела постала је узор за генерације музичких историчара. Многи савремени истраживачи сматрају да је Ивановић поставио темеље за развој музикологије као научне дисциплине.
Његово дело Memorie teatrali di Venezia и данас се користи као незаменљив извор за проучавање раног периода венецијанске опере. Прецизност његових података и аналитички приступ чине ово дело једним од најпоузданијих извора за разумевање развоја барокне оперске традиције.
У савременој Црној Гори и региону, Ивановић се све више препознаје као важна фигура културне историје. Његов пример показује како су интелектуалци са ових простора могли да остваре значајан утицај на европску културу, чак и у периодима када су њихове земље биле под страном влашћу.

## Дела
Готово сва његова дела су музичке драме.
- L'amor guerriero (музику написао Pietro Andrea Ziani, 1663)
- La Circe (музику написао  Pietro Andrea Ziani, 1665), music by Domenico Freschi, 1679)
- Coriolano (музику написао  Francesco Cavalli, 1669)
- La costanza trionfrante (музику написао  Gian Domenico Partenio (, 1673 и Bernardo Pasquini као Dov'è amore è pietà, 1679.
- Lisimaco (музику написао  Giovanni Maria Pagliardi, 1673.
- L'africano trionfo di Pompeo (1678.
- Minerva al tavolino, 1680.[12]
- La felicità regnante, 1681.
- Memorie teatrali di Venzia, 1681.